# Viktor Gluck
Viktor Gluck (* 1. September 1897 in Brünn, Österreich-Ungarn; † Anfang 1957 in London-Ealing) war ein mährischstämmiger, österreichischer Kameramann.

## Leben und Wirken
Gluck stieß bereits im Alter von zwölf Jahren zum Filmgeschäft und sammelte seine ersten Erfahrungen als Lehrling. In den kommenden 13 Jahren arbeitete er sich über verschiedenartige Positionen zum Chefkameramann hoch. Ab 1922 fotografierte er in Wien in eigenständiger Verantwortung österreichische Kinofilme, darunter eine ambitionierte Beethoven-Biografie mit Fritz Kortner in der Titelrolle, seit seiner Übersiedelung nach Berlin 1928 auch deutsche Produktionen. Wurde er dort zunächst bei heiteren Filmstücken eingesetzt, so fotografierte Viktor Gluck kurz nach Anbruch der Tonfilmzeit häufig militaristische und historische Geschichten mit bisweilen stark nationalistisch-patriotischem Hintergrund (Die Somme, Douaumont, Tannenberg, Marschall Vorwärts).
Infolge der Machtergreifung kehrte Gluck 1933 nach Wien heim, wo er als Jude jedoch kaum mehr Arbeit fand, und verließ daraufhin im Juli 1935 Österreich. Gluck ging nach London, fand aber auch dort keine Beschäftigung mehr als Kameramann. Stattdessen tat er sich mit den österreichischen Emigrantenkollegen Karl Grune und Otto Kanturek zusammen und beteiligte sich ab 1937 an der Entwicklung eines heimischen Farbfilmverfahrens, British Chemicolour.
Im August 1942 wurde Viktor Gluck vom nationalsozialistischen Regime ausgebürgert. Von der Filmwelt längst vergessen, starb Gluck im ersten Quartal 1957 im Londoner Stadtteil Ealing.

## Filmografie
- 1922: Gullivers Reisen (unvollendet)
- 1922: Die Hölle von Barballo
- 1923: Wie sag ich’s meinem Kinde?
- 1924: Die Puppe des Maharadscha
- 1925: Frauen aus der Wiener Vorstadt
- 1927: Hotel Erzherzogin Viktoria (Seine Hoheit, der Eintänzer)
- 1927: Beethoven
- 1927: Infanterist Wamperls dreijähriges Pech
- 1927: Alles will zum Film
- 1927: Der Mann ohne Beruf (Das grobe Hemd)
- 1927: Schwejk in Zivil
- 1928: Robert und Bertram
- 1928: Der Geliebte seiner Frau
- 1928: Seine Hoheit, der Dienstmann (Die beiden Seehunde)
- 1928: Heiratsfieber
- 1929: Das Mädel aus der Provinz
- 1929: Drei Tage auf Leben und Tod
- 1930: Die Somme
- 1930: Die heiligen drei Brunnen
- 1930: Student sein, wenn die Veilchen blühen
- 1930: Namensheirat
- 1931: Schatten der Manege
- 1931: Gefahren der Liebe
- 1931: Douaumont
- 1931: Einer Frau muß man alles verzeih’n
- 1931: Die andere Seite
- 1932: Tannenberg
- 1932: Marschall Vorwärts
- 1933: Zweikampf der Geschlechter (La sépération des races)
- 1934: Salto in die Seligkeit